# Hu Zhijun
Pour les articles homonymes, voir Hu.
Dans ce nom chinois, le nom de famille, Hu, précède le nom personnel.
Hu Zhijun (mandarin : 胡志军) (né le 24 juillet 1970 à Guangzhou en République populaire de Chine) est un ancien joueur international et désormais entraîneur de football chinois.